# Robert Köstenberger
Robert Köstenberger (Linz, 15 de enero de 1957) es un deportista austríaco que compitió en judo. Ganó tres medallas en el Campeonato Europeo de Judo entre los años 1979 y 1984.
Participó en los Juegos Olímpicos de Moscú 1980 y Los Ángeles 1984, donde finalizó decimotercero en ambas ediciones, en la categoría de –95 kg. Es un cinturón negro de quinto grado.

## Palmarés internacional
| Campeonato Europeo | Campeonato Europeo | Campeonato Europeo | Campeonato Europeo |
| Año                | Lugar              | Medalla            | Categoría          |
| ------------------ | ------------------ | ------------------ | ------------------ |
| 1979               | Bruselas (Bélgica) | Medalla de bronce  | –95 kg             |
| 1982               | Rostock (RDA)      | Medalla de oro     | –95 kg             |
| 1984               | Lieja (Bélgica)    | Medalla de bronce  | –95 kg             |